# Spitter
Die Spitter ist ein etwa 6,5 km langer Bach bei Tambach-Dietharz. 

## Name
Die Spitter wurde im Jahr 1251 als Splitere erstmals schriftlich erwähnt. Der Name leitet sich wahrscheinlich vom germanischen Verb *spleit-a- „spalten“ ab im Sinne von „sich (durch Bifurkation) spaltender Fluss“.

## Geographie
Sie entspringt mehreren Sumpfquellen im Bereich der Ebertswiese und durchfließt den Spittergrund, eine bis 50 m breite und von Auwiesen und feuchten Hochstaudenfluren gebildete ebene Talsohle. Nach 1,5 km Lauflänge stürzt die Spitter in 3 Kaskaden über die Felsstufe aus Hühnberg-Gestein. Der Spitterfall gehört zu den höchsten Wasserfällen Thüringens. Die Spitter mündet in Tambach-Dietharz in die Apfelstädt und gehört somit dem Flusssystem von Saale und Elbe an, die zur Nordsee entwässern. Die Spitter ist der einzige Bach des Thüringer Waldes, dessen Quellgebiet sich südlich des Rennsteigs, des Kammwegs über das Mittelgebirge, befindet.
Die Spitter weist ein reich strukturiertes Bachbett auf und ist damit Lebensraum für eine artenreiche Fließgewässerfauna. Faunistische Untersuchungen durch Entomologen des Museums der Natur Gotha nach der sogenannten Emergenzsammelfallen-Methode erbrachten in den 1970er- bis 1980er-Jahren zahlreiche Funde von Steinfliegen, Eintagsfliegen und anderen Insekten, darunter auch seltene Arten.

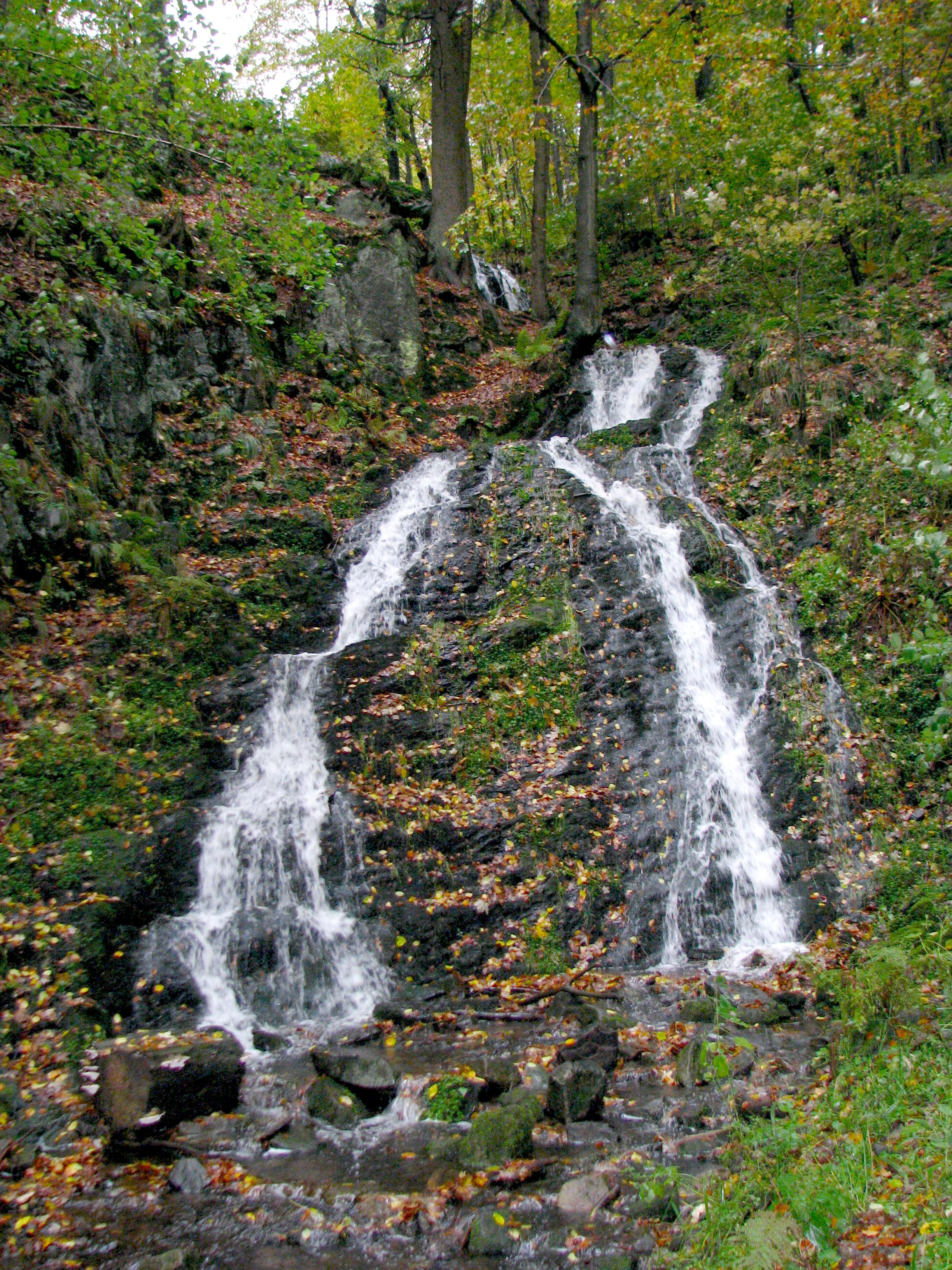
Der Spitterfall am Oberlauf der Spitter

## Nebenbäche
Die Spitter nimmt mehrere kurze Nebenbäche auf. Der längste ist der von der Rotebachswiese kommende und linksseitig einmündende Rotebach.

## Naturschutz
Das Tal der Spitter ist als Naturschutzgebiet „Spittergrund“ geschützt.